# Mount Ewart
Mount Ewart ist ein 213 m Hügel im Norden von Black Island im antarktischen Ross-Archipel. Er ragt am Nordwestufer des Lake Cole und 2,5 km westlich des Mount Melania auf.
Das Advisory Committee on Antarctic Names benannte ihn 1999 nach dem neuseeländischen Geologen Anthony E. Ewart vom New Zealand Geological Survey in Lower Hutt, der von 1964 bis 1965 gemeinsam mit James William Cole von der Victoria University of Wellington die Geologie der Brown-Halbinsel, von Black Island und von Kap Bird auf der Ross-Insel untersucht hatte.